# La notte della Repubblica
La notte della Repubblica (A noite da República) é um programa de televisão transmitidos pelo canal de televisão pública italiana RAI 2. O programa é executado de 12 Dezembro de 1989 a 11 de abril de 1990. O programa contou da Itália durante os Anos de Chumbo, com filmes, entrevistas com alguns protagonistas do período e discussão final.
Em 1992, o material transmitido na televisão foi transcrita no livro La notte della Repubblica.

## Episódios
| Data                    | Número | Argumento                                                 | Pessoas entrevistadas | Convidados |
| ----------------------- | ------ | --------------------------------------------------------- | --- | --- |
| 12 de dezembro de 1989  | 1      | Atentado da Piazza Fontana                                | Corrado Stajano (jornalista), Pietro Valpreda (ativista anarquista)                                                                      | Salvo Andò (Italian Parliamentary of PSI in 1989), Aldo Aniasi (Mayor of Milan from 1967 to 1976), Guido Calvi (advogado criminalista), Mario Capanna (leader of Movimento Studentesco in 1969), Pietro Calogero (Judge of Treviso in 1969), Giuseppe Gargani (Italian Parliamentary of DC in 1989), Libero Gualtieri (Italian Parliamentary of PRI in 1989), Franco Servello (Italian Parliamentary of MSI in 1989), Luciano Violante (Italian Parliamentary of PCI in 1989) |
| 18 de dezembro de 1989  | 2      | Década de 1960 em Itália                                  | Stefano Delle Chiaie (fundador da Avanguardia Nazionale)                                                                                 | Tina Anselmi (politician), Umberto Cappuzzo (former policeman and politician), Federico Umberto D'Amato (former Italian secret agent), Luciano Lama (syndicalist in 1960s), Giacomo Mancini (politician), Pino Rauti (founder of Ordine Nuovo), Massimo Teodori (Italian author and politician) |
| 27 de dezembro de 1989  | 3      | Protestos de 1968 em Itália                               | Mario Capanna (líder político durante os protestos), Giampiero Mughini (jornalista)                                                      | Giorgio Benvenuto (political and syndicalist), Marco Boato (militant of Lotta Continua in 1969–73), Margherita Boniver (Italian Parliamentary of PSI in 1989), Guido Carli (banker, economist and politician), Bartolo Ciccardini (Italian Parliamentary of DC in 1989), Carlo Donat-Cattin (politician), Giuseppe Glisenti (President of Finmeccanica in 1989), Claudio Petruccioli (journalist and politician), Giorgio Pisanò (Italian Parliamentary of MSI in 1989) |
| 3 de janeiro de 1990    | 4      | Nascimento das Brigadas Vermelhas                         | Alfredo Bonavita (militante das Brigadas Vermelhas)                                                                                      | Sabino Acquaviva (sociologist), Piero Bassetti (politician), Gian Carlo Caselli (Judge of Turin), Lucio Colletti (philosopher), Giorgio Galli (political expert), Sergio Garavini (politician), Ugo Intini (journalist and politician), Giuseppe Leoni (manager of Sit-Siemens in 1970), Libero Mazza (Prefect of Milan from 1966 to 1974), Aldo Natoli (politician), Mario Segni (politician), Ersilio Tonini (Archbishop of Ravenna-Cervia in 1990), Guido Viola (Judge of Milan in 1970s) |
| 10 de janeiro de 1990   | 5      | As actividades das Brigadas Vermelhas                     | alguns membros das Brigadas Vermelhas | |
| 17 de janeiro de 1990   | 6      | Golpe Borghese e subversão neofascista                    | Antonio Labruna (O ex-agente secreto), Amos Spiazzi (tenente-coronel)                                                                    | Salvo Andò (Italian Parliamentary of PSI in 1990), Michele Coiro (Judge of Rome), Massimo De Carolis (member of DC in 1970s), Franco Ferraresi (sociologist), Alfredo Pazzaglia (Italian Parliamentary of MSI in 1990), Mariano Rumor (Italian Prime Minister in 1970), Luciano Violante (Judge of Turin in 1970s), Claudio Vitalone (Judge of Rome in 1970s) |
| 24 de janeiro de 1990   | 7      | Ataque contra o Judiciário                                | Alberto Franceschini (militante das Brigadas Vermelhas), Mario Sossi (magistrado sequestrado pelas Brigadas Vermelhas)                   | Paolo Barile (jurist and lawyer), Adolfo Beria di Argentine (jurist), Alfredo Biondi (politician and lawyer), Gian Carlo Caselli (Judge of Turin), Fulvio Cerofolini (political and syndicalist), Fernanda Contri (lawyer), Giovanni Leone (President of Italy from 1971 to 1978), Francesco Meloni (Judge of Genoa), Claudio Vitalone (Judge of Rome in 1970s) |
| 31 de janeiro de 1990   | 8      | Atentado da Piazza della Loggia e Ataque no trem Italicus | Vincenzo Vinciguerra (activista neo-fascista)                                                                                            | Pier Ferdinando Casini (Italian Parliamentary of DC in 1990), Franco Castrezzati (syndicalist), Ottaviano Del Turco (syndicalist), Franco Ferraresi (sociologist), Libero Gualtieri (Italian Parliamentary of PRI in 1990), Umberto Improta (Police officer), Ignazio La Russa (member of MSI in 1990), Rosario Minna (Judge of Milan in 1970s), Pierluigi Onorato (politician), Aldo Tortorella (Italian Parliamentary of PCI in 1990), Ambrogio Viviani (former Head of counterintelligence) |
| 7 de fevereiro de 1990  | 9      | 1974–1977 na Itália                                       | Enrico Fenzi (militante das Brigadas Vermelhas)                                                                                          | Nicolò Amato (Judge of Rome in 1970s), Luigi Covatta (politician), Mario Gozzini (politician), Sergio Lenci (architect), Stefano Rodotà (jurist and politician), Oscar Luigi Scalfaro (politician), Egidio Sterpa (Italian Parliamentary of PLI in 1990), Raffaele Valensise (politician and lawyer) |
| 14 de fevereiro de 1990 | 10     | Movimento do '77                                          | Antonio Negri (sociólogo e filósofo político)                                                                                            | Sabino Acquaviva (sociologist), Roberto Formigoni (founder of Popular Movement), Tommaso Mancini (criminal lawyer), Aldo Natoli (politician), Luciano Lama (politician and syndicalist), Nicolò Lipari (politician), Franco Piro (politician), Alberto Ronchey (journalist), Nicola Tranfaglia (historian), Angelo Ventura (sociologist), Emilio Vesce (politician) |
| 21 de fevereiro de 1990 | 11     | O seqüestro de Aldo Moro – primeira parte                 | Franco Bonisoli (militante das Brigadas Vermelhas)                                                                                       | First part of discussion: Guido Bodrato (Italian Parliamentary of DC in 1978), Mario Capanna (member of Proletarian Democracy in 1978), Ugo Intini (journalist and politician), Oscar Mammì (Italian Parliamentary of PRI in 1978), Ugo Pecchioli (Italian Parliamentary of PCI in 1978), Dante Schietroma (Italian Parliamentary of PSDI in 1978), Valerio Zanone (Italian Parliamentary of PLI in 1978) Second part of discussion: Giovanni De Matteo (Judge of Rome in 1978), Umberto Improta (Police officer), Luciano Infelisi (Judge of Rome in 1978), Roberto Martinelli (journalist), Antonio Padellaro (journalist), Severino Santiapichi (Judge of Aldo Moro trial), Ivo Sassi (General of Carabinieri) |
| 28 de fevereiro de 1990 | 12     | O seqüestro de Aldo Moro – segunda parte                  | Mario Moretti (militante das Brigadas Vermelhas)                                                                                         | Gennaro Acquaviva (politician), Tina Anselmi (Italian Parliamentary of DC in 1978), Manfredi Bosco (Italian Parliamentary of DC in 1978), Gerardo Chiaromonte (Italian Parliamentary of PCI in 1978), Giovanni Ferrara (Italian Parliamentary of PRI in 1978), Franco Franchi (Italian Parliamentary of MSI in 1978), Giovanni Galloni (Italian Parliamentary of DC in 1978), Ferdinando Imposimato (Judge of Rome in 1978), Claudio Signorile (Italian Parliamentary of PSI in 1978), Gianfranco Spadaccia (journalist and politician) |
| 7 de março de 1990      | 13     | O seqüestro de Aldo Moro – terceira parte                 | Mario Ferrandi (membro de Prima Linea), alguns membros das Brigadas Vermelhas, interview to Benigno Zaccagnini                           | Piero Alberto Capotosti (jurista), Lucio Colletti (filósofo), Adolfo Gatti (advogado criminalista), Bianca Guidetti Serra (advogado criminalista), Antonio Marini (magistrado), Gianfranco Miglio (jurista e cientista político), Franco Russo (militante da Democracia Proletária em 1978), Severino Santiapichi (juiz do julgamento Moro), Oscar Luigi Scalfaro (Deputado do Democracia Cristã em 1978), Pietro Scoppola (historiador, académico e político), Lucio Villari (historiador) |
| 14 de março de 1990     | 14     | Prima Linea                                               | alguns membros de Prima Linea | |
| 21 de março de 1990     | 15     | 1979–1981 na Itália                                       | Roberto Rosso (ideólogo do Prima Linea), alguns membros das Brigadas Vermelhas, Gianni Letta (jornalista), Giuliano Zincone (jornalista) | Gaspare Barbiellini Amidei (jornalista), Mario Cervi (jornalista), Vittorio Emiliani (jornalista), Miriam Mafai (jornalista), Valentino Parlato (jornalista), Emilio Rossi (jornalista), Marco Taradash (jornalista e político), Livio Zanetti (jornalista), Guglielmo Zucconi (jornalista) |
| 28 de março de 1990     | 16     | Massacre de Bolonha e Massacre de Natal                   | Valerio Fioravanti e Francesca Mambro (neo-fascistas e membros da Nuclei Armati Rivoluzionari)                                           | Tina Anselmi (Deputado do Democracia Cristã em 1990), Odoardo Ascari (advogado), Guido Calvi (advogado criminalista), Pier Ferdinando Casini (Deputado do Democracia Cristã em 1990), Adriano Cerquetti (advogado), Fabio Dean (advogado criminalista), Franco Ferraresi (sociólogo), Giulio Maceratini (Deputado do Movimento Social Italiano em 1990), Franco Piro (Deputado do Partido Socialista Italiano em 1990), Renato Zangheri (Prefeito de Bolonha em 1980), Roberto Villetti (jornalista e político), Ambrogio Viviani (ex-chefe da contra-espionagem), Torquato Secci (presidente da Associazione tra i familiari delle vittime della strage di Bologna del 2 agosto 1980 de 1981 a 1996)             |
| 4 de abril de 1990      | 17     | Declínio e derrota do terrorismo                          | Patrizio Peci (primeiro colaborador da justiça das Brigadas Vermelhas), outros membros das Brigadas Vermelhas                            | Sabino Acquaviva (sociólogo), Adriano Bausola (filósofo e académico), Antonio Glauco Casanova (jornalista e político), Gabriele De Rosa (historiador e político), Franco Ferrarotti (sociólogo), Piero Ottone (jornalista), Giuseppe Tamburrano (historiador e jornalista), Giuseppe Tricoli (historiador e político), Antonello Trombadori (crítico de arte, jornalista e político), Saverio Tutino (jornalista) |
| 11 de abril de 1990     | 18     | Epílogo: depois de terrorismo                             | Giulio Andreotti (Primeiro-ministro da Itália em 1990), alguns terroristas, Carlo Maria Martini (Arcebispo de Milão em 1990)             | Giuliano Amato (Deputado do Partido Socialista Italiano em 1990), Nicolò Amato (Judge of Rome in 1970s), Ernesto Balducci (Roman Catholic priest), Alfredo Biondi (Italian Parliamentary of PLI in 1990), Marco Boato (Italian Parliamentary of Rainbow Greens in 1990), Giovanni Ferrara (Italian Parliamentary of PRI in 1990), Pino Rauti (national secretary of MSI in 1990), Rossana Rossanda (jornalista), Gianfranco Spadaccia (Italian Parliamentary of PR in 1990), Aldo Tortorella (Italian Parliamentary of PCI in 1990), Claudio Vitalone (Italian Parliamentary of DC in 1990) |